# The Monster Ball Tour
The Monster Ball bylo druhé koncertní turné americké zpěvačky Lady Gaga na podporu svého alba The Fame Monster (2009). Turné probíhalo od 27. listopadu 2009 do 6. května 2011. Během série se odehrálo celkem 201 vystoupení v Severní Americe, Evropě, Austrálii a Asii. Americká televize HBO natočila v únoru 2011 jeden z koncertů v newyorské Madison Square Garden. Film byl odvysílán v květnu a 21. listopadu vydán na DVD a Blu-Ray pod názvem Lady Gaga Presents the Monster Ball Tour: At Madison Square Garden.

## Předskokani
- Semi Precious Weapons (únor a březen 2011)
- Kid Cudi (Severní Amerika, vybrané koncerty)
- Jason Derülo (Severní Amerika, vybrané koncerty)
- Alphabeat (Evropa)
- Lady Starlight (Severní Amerika)
- Far East Movement (Asie)
- Scissor Sisters (Severní Amerika)

## Původní seznam písní
od 27. listopadu 2009 do 26. ledna 2010
1. "Dance in the Dark“
2. "Just Dance“
3. "LoveGame“
4. "Alejandro“
5. "Monster“
6. "So Happy I Could Die“
7. "Teeth“
8. "Speechless“
9. "Poker Face“ (akustická verze)
10. "Make Her Say“ (vybrané koncerty s Kidem Cudim)
11. "Fashion“
12. "The Fame“
13. "Money Honey“
14. "Beautiful, Dirty, Rich“
15. "Boys Boys Boys“
16. "Paper Gangsta“
17. "Poker Face“
18. "Paparazzi“
19. "Eh, Eh (Nothing Else I Can Say)“
20. "Bad Romance“

## Alternativní seznam písní
od 18. února 2010 do 6. května 2011
Akt 1: City
- "Dance in the Dark"
- "Glitter and Grease"
- "Just Dance"
- "Beautiful, Dirty, Rich"
- "The Fame"

Akt 2: Subway
- "LoveGame"
- "Boys Boys Boys"
- "Money Honey"
- "Telephone"

Piánové balady
- "Brown Eyes"
- "Speechless"
- "Born This Way" (akustická verze, vybrané koncerty, pouze 2011 )
- "Americano" (akustická verze, poslední 3 koncerty, pouze 2011 )
- "You and I
- "So Happy I Could Die"

Akt 3: Forest
- "Monster"
- "Teeth"
- "Alejandro"
- "Poker Face"

Akt 4: Monster Ball
- "Paparazzi"
- "Bad Romance"

Přídavek
- "Born This Way" (pouze 2011)
- "Judas" (poslední 3 koncerty, pouze 2011)

Poznámky
- 13. října 2010 zařadila do seznamu písní "You and I"
- 19. února 2011 zařadila "Born This Way" jako přídavek
- 1. března 2011 na vybraných koncertech zpívala akustickou verzi "Born This Way"
- 3.–6. května 2011 vystupovala s akustickou verzí "Americano"
- 3.–6. května 2011 vystupovala s "Judas" jako přídavek

## Seznam vystoupení
| Severní Amerika     |                  |                        |                                           |
| 27. listopadu 2009  | Montréal         | Kanada                 | Bell Centre                               |
| 28. listopadu 2009  | Toronto          | Kanada                 | Air Canada Centre                         |
| 29. listopadu 2009  | Ottawa           | Kanada                 | Scotiabank Place                          |
| 1. prosince 2009    | Boston           | Spojené státy americké | Wang Theatre                              |
| 2. prosince 2009    | Boston           | Spojené státy americké | Wang Theatre                              |
| 3. prosince 2009    | Camden           | Spojené státy americké | Susquehanna Bank Center                   |
| 9. prosince 2009    | Vancouver        | Kanada                 | Queen Elizabeth Theatre                   |
| 10. prosince 2009   | Vancouver        | Kanada                 | Queen Elizabeth Theatre                   |
| 11. prosince 2009   | Vancouver        | Kanada                 | Queen Elizabeth Theatre                   |
| 13. prosince 2009   | San Francisco    | Spojené státy americké | Bill Graham Civic Auditorium              |
| 14. prosince 2009   | San Francisco    | Spojené státy americké | Bill Graham Civic Auditorium              |
| 17. prosince 2009   | Las Vegas        | Spojené státy americké | Pearl Concert Theater                     |
| 18. prosince 2009   | Las Vegas        | Spojené státy americké | Pearl Concert Theater                     |
| 19. prosince 2009   | San Diego        | Spojené státy americké | San Diego Sports Arena                    |
| 21. prosince 2009   | Los Angeles      | Spojené státy americké | Nokia Theatre L.A. Live                   |
| 22. prosince 2009   | Los Angeles      | Spojené státy americké | Nokia Theatre L.A. Live                   |
| 23. prosince 2009   | Los Angeles      | Spojené státy americké | Nokia Theatre L.A. Live                   |
| 27. prosince 2009   | New Orleans      | Spojené státy americké | UNO Lakefront Arena                       |
| 28. prosince 2009   | Atlanta          | Spojené státy americké | Fox Theatre                               |
| 29. prosince 2009   | Atlanta          | Spojené státy americké | Fox Theatre                               |
| 30. prosince 2009   | Miami            | Spojené státy americké | Knight Center                             |
| 2. ledna 2010       | Miami            | Spojené státy americké | Knight Center                             |
| 3. ledna 2010       | Orlando          | Spojené státy americké | UCF Arena                                 |
| 7. ledna 2010       | St. Louis        | Spojené státy americké | Fox Theatre                               |
| 8. ledna 2010       | Chicago          | Spojené státy americké | Rosemont Theatre                          |
| 9. ledna 2010       | Chicago          | Spojené státy americké | Rosemont Theatre                          |
| 10. ledna 2010      | Chicago          | Spojené státy americké | Rosemont Theatre                          |
| 12. ledna 2010      | Detroit          | Spojené státy americké | Joe Louis Arena                           |
| 13. ledna 2010      | Detroit          | Spojené státy americké | Joe Louis Arena                           |
| 20. ledna 2010      | New York City    | Spojené státy americké | Radio City Music Hall                     |
| 21. ledna 2010      | New York City    | Spojené státy americké | Radio City Music Hall                     |
| 23. ledna 2010      | New York City    | Spojené státy americké | Radio City Music Hall                     |
| 24. ledna 2010      | New York City    | Spojené státy americké | Radio City Music Hall                     |
| 26. ledna 2010      | West Lafayette   | Spojené státy americké | Elliott Hall of Music                     |
| Evropa              |                  |                        |                                           |
| 18. února 2010      | Manchester       | Anglie                 | Manchester Arena                          |
| 20. února 2010      | Dublin           | Irsko                  | The O2                                    |
| 21. února 2010      | Dublin           | Irsko                  | The O2                                    |
| 22. února 2010      | Belfast          | Severní Irsko          | Odyssey Arena                             |
| 24. února 2010      | Liverpool        | Anglie                 | Echo Arena Liverpool                      |
| 26. února 2010      | Londýn           | Anglie                 | The O2 Arena                              |
| 27. února 2010      | Londýn           | Anglie                 | The O2 Arena                              |
| 1. března 2010      | Glasgow          | Skotsko                | Scottish Exhibition and Conference Centre |
| 3. března 2010      | Cardiff          | Wales                  | Cardiff International Arena               |
| 4. března 2010      | Newcastle        | Anglie                 | Metro Radio Arena                         |
| 5. března 2010      | Birmingham       | Anglie                 | LG Arena                                  |
| Austrálie a Oceánie |                  |                        |                                           |
| 13. března 2010     | Auckland         | Nový Zéland            | Vector Arena                              |
| 14. března 2010     | Auckland         | Nový Zéland            | Vector Arena                              |
| 17. března 2010     | Sydney           | Austrálie              | Sydney Entertainment Centre               |
| 18. března 2010     | Sydney           | Austrálie              | Sydney Entertainment Centre               |
| 20. března 2010     | Newcastle        | Austrálie              | Newcastle Entertainment Centre            |
| 23. března 2010     | Melbourne        | Austrálie              | Rod Laver Arena                           |
| 24. března 2010     | Melbourne        | Austrálie              | Rod Laver Arena                           |
| 26. března 2010     | Brisbane         | Austrálie              | Brisbane Entertainment Centre             |
| 27. března 2010     | Brisbane         | Austrálie              | Brisbane Entertainment Centre             |
| 28. března 2010     | Canberra         | Austrálie              | AIS Arena                                 |
| 1. dubna 2010       | Perth            | Austrálie              | Burswood Dome                             |
| 3. dubna 2010       | Adelaide         | Austrálie              | Adelaide Entertainment Centre             |
| 5. dubna 2010       | Wollongong       | Austrálie              | WIN Entertainment Centre                  |
| 7. dubna 2010       | Sydney           | Austrálie              | Sydney Entertainment Centre               |
| 9. dubna 2010       | Melbourne        | Austrálie              | Rod Laver Arena                           |
| Asie                |                  |                        |                                           |
| 14. dubna 2010      | Kóbe             | Japonsko               | Kobe World Kinen Hall                     |
| 15. dubna 2010      | Kóbe             | Japonsko               | Kobe World Kinen Hall                     |
| 17. dubna 2010      | Yokohama         | Japonsko               | Yokohama Arena                            |
| 18. dubna 2010      | Yokohama         | Japonsko               | Yokohama Arena                            |
| Evropa              |                  |                        |                                           |
| 7. května 2010      | Stockholm        | Švédsko                | Ericsson Globe                            |
| 8. května 2010      | Stockholm        | Švédsko                | Ericsson Globe                            |
| 10. května 2010     | Hamburk          | Německo                | O2 World Hamburg                          |
| 11. května 2010     | Berlín           | Německo                | O2 World                                  |
| 15. května 2010     | Arnhem           | Nizozemsko             | GelreDome XS                              |
| 17. května 2010     | Antverpy         | Belgie                 | Sportpaleis                               |
| 18. května 2010     | Antverpy         | Belgie                 | Sportpaleis                               |
| 21. května 2010     | Paříž            | Francie                | Palais omnisports de Paris-Bercy          |
| 22. května 2010     | Paříž            | Francie                | Palais omnisports de Paris-Bercy          |
| 24. května 2010     | Oberhausen       | Německo                | König Pilsener Arena                      |
| 25. května 2010     | Štrasburk        | Francie                | Zénith de Strasbourg                      |
| 27. května 2010     | Nottingham       | Anglie                 | Trent FM Arena Nottingham                 |
| 28. května 2010     | Birmingham       | Anglie                 | LG Arena                                  |
| 30. května 2010     | Londýn           | Anglie                 | The O2 Arena                              |
| 31. května 2010     | Londýn           | Anglie                 | The O2 Arena                              |
| 2. června 2010      | Manchester       | Anglie                 | Manchester Arena                          |
| 3. června 2010      | Manchester       | Anglie                 | Manchester Arena                          |
| 4. června 2010      | Sheffield        | Anglie                 | Sheffield Arena                           |
| Severní Amerika     |                  |                        |                                           |
| 28. června 2010     | Montreal         | Kanada                 | Bell Centre                               |
| 1. července 2010    | Boston           | Spojené státy americké | TD Garden                                 |
| 2. července 2010    | Boston           | Spojené státy americké | TD Garden                                 |
| 4. července 2010    | Atlantic City    | Spojené státy americké | Boardwalk Hall                            |
| 6. července 2010    | New York City    | Spojené státy americké | Madison Square Garden                     |
| 7. července 2010    | New York City    | Spojené státy americké | Madison Square Garden                     |
| 9. července 2010    | New York City    | Spojené státy americké | Madison Square Garden                     |
| 11. července 2010   | Toronto          | Kanada                 | Air Canada Centre                         |
| 12. července 2010   | Toronto          | Kanada                 | Air Canada Centre                         |
| 14. července 2010   | Cleveland        | Spojené státy americké | Quicken Loans Arena                       |
| 15. července 2010   | Indianapolis     | Spojené státy americké | Conseco Fieldhouse                        |
| 17. července 2010   | St. Louis        | Spojené státy americké | Scottrade Center                          |
| 20. července 2010   | Oklahoma City    | Spojené státy americké | Chesapeake Energy Arena                   |
| 22. července 2010   | Dallas           | Spojené státy americké | American Airlines Center                  |
| 23. července 2010   | Dallas           | Spojené státy americké | American Airlines Center                  |
| 25. července 2010   | Houston          | Spojené státy americké | Toyota Center                             |
| 26. července 2010   | Houston          | Spojené státy americké | Toyota Center                             |
| 28. července 2010   | Denver           | Spojené státy americké | Pepsi Center                              |
| 31. července 2010   | Phoenix          | Spojené státy americké | US Airways Center                         |
| 3. srpna 2010       | Kansas City      | Spojené státy americké | Sprint Center                             |
| 6. srpna 2010       | Chicago          | Spojené státy americké | Grant Park                                |
| 11. srpna 2010      | Los Angeles      | Spojené státy americké | Staples Center                            |
| 12. srpna 2010      | Los Angeles      | Spojené státy americké | Staples Center                            |
| 13. srpna 2010      | Las Vegas        | Spojené státy americké | MGM Grand Garden Arena                    |
| 16. srpna 2010      | San Jose         | Spojené státy americké | HP Pavilion at San Jose                   |
| 17. srpna 2010      | San Jose         | Spojené státy americké | HP Pavilion at San Jose                   |
| 19. srpna 2010      | Portland         | Spojené státy americké | Rose Garden                               |
| 21. srpna 2010      | Tacoma           | Spojené státy americké | Tacoma Dome                               |
| 23. srpna 2010      | Vancouver        | Kanada                 | Rogers Arena                              |
| 24. srpna 2010      | Vancouver        | Kanada                 | Rogers Arena                              |
| 26. srpna 2010      | Edmonton         | Kanada                 | Rexall Place                              |
| 27. srpna 2010      | Edmonton         | Kanada                 | Rexall Place                              |
| 30. srpna 2010      | Saint Paul       | Spojené státy americké | Xcel Energy Center                        |
| 31. srpna 2010      | Saint Paul       | Spojené státy americké | Xcel Energy Center                        |
| 2. září 2010        | Milwaukee        | Spojené státy americké | Bradley Center                            |
| 4. září 2010        | Detroit          | Spojené státy americké | The Palace of Auburn Hills                |
| 5. září 2010        | Pittsburgh       | Spojené státy americké | Consol Energy Center                      |
| 7. září 2010        | Washington, D.C. | Spojené státy americké | Verizon Center                            |
| 8. září 2010        | Charlottesville  | Spojené státy americké | John Paul Jones Arena                     |
| 14. září 2010       | Filadelfie       | Spojené státy americké | Wells Fargo Center                        |
| 15. září 2010       | Filadelfie       | Spojené státy americké | Wells Fargo Center                        |
| 16. září 2010       | Hartford         | Spojené státy americké | XL Center                                 |
| 18. září 2010       | Charlotte        | Spojené státy americké | Time Warner Cable Arena                   |
| 19. září 2010       | Raleigh          | Spojené státy americké | RBC Center                                |
| Evropa              |                  |                        |                                           |
| 13. října 2010      | Helsinky         | Finsko                 | Hartwall Areena                           |
| 14. října 2010      | Helsinky         | Finsko                 | Hartwall Areena                           |
| 16. října 2010      | Oslo             | Norsko                 | Oslo Spektrum                             |
| 17. října 2010      | Oslo             | Norsko                 | Oslo Spektrum                             |
| 20. října 2010      | Herning          | Dánsko                 | Jyske Bank Boxen                          |
| 26. října 2010      | Dublin           | Irsko                  | The O2                                    |
| 27. října 2010      | Dublin           | Irsko                  | The O2                                    |
| 29. října 2010      | Dublin           | Irsko                  | The O2                                    |
| 30. října 2010      | Belfast          | Severní Irsko          | Odyssey Arena                             |
| 1. listopadu 2010   | Belfast          | Severní Irsko          | Odyssey Arena                             |
| 2. listopadu 2010   | Belfast          | Severní Irsko          | Odyssey Arena                             |
| 5. listopadu 2010   | Záhřeb           | Chorvatsko             | Arena Zagreb                              |
| 7. listopadu 2010   | Budapešť         | Maďarsko               | Papp László Sportaréna                    |
| 9. listopadu 2010   | Turín            | Itálie                 | Torino Palasport Olimpico                 |
| 11. listopadu 2010  | Vídeň            | Rakousko               | Wiener Stadthalle                         |
| 14. listopadu 2010  | Curych           | Švýcarsko              | Hallenstadion                             |
| 15. listopadu 2010  | Curych           | Švýcarsko              | Hallenstadion                             |
| 17. listopadu 2010  | Praha            | Česko                  | O2 Arena                                  |
| 19. listopadu 2010  | Malmö            | Švédsko                | Malmö Arena                               |
| 22. listopadu 2010  | Antwerp          | Belgie                 | Sportpaleis                               |
| 23. listopadu 2010  | Antwerp          | Belgie                 | Sportpaleis                               |
| 26. listopadu 2010  | Gdaňsk           | Polsko                 | Ergo Arena                                |
| 29. listopadu 2010  | Rotterdam        | Nizozemsko             | Ahoy Rotterdam                            |
| 30. listopadu 2010  | Rotterdam        | Nizozemsko             | Ahoy Rotterdam                            |
| 2. prosince 2010    | Lyon             | Francie                | Halle Tony Garnier                        |
| 4. prosince 2010    | Milán            | Italie                 | Mediolanum Forum                          |
| 5. prosince 2010    | Milán            | Italie                 | Mediolanum Forum                          |
| 7. prosince 2010    | Barcelona        | Španělsko              | Palau Sant Jordi                          |
| 10. prosince 2010   | Lisabon          | Portugalsko            | Pavilhão Atlântico                        |
| 12. prosince 2010   | Madrid           | Španělsko              | Palacio de Deportes                       |
| 16. prosince 2010   | Londýn           | Anglie                 | The O2 Arena                              |
| 17. prosince 2010   | Londýn           | Anglie                 | The O2 Arena                              |
| 20. prosince 2010   | Paříž            | Francie                | Palais Omnisports de Paris-Bercy          |
| 21. prosince 2010   | Paříž            | Francie                | Palais Omnisports de Paris-Bercy          |
| Severní Amerika     |                  |                        |                                           |
| 19. února 2011      | Atlantic City    | Spojené státy americké | Boardwalk Hall                            |
| 21. února 2011      | New York City    | Spojené státy americké | Madison Square Garden                     |
| 22. února 2011      | New York City    | Spojené státy americké | Madison Square Garden                     |
| 24. února 2011      | Washington, D.C. | Spojené státy americké | Verizon Center                            |
| 26. února 2011      | Pittsburgh       | Spojené státy americké | Consol Energy Center                      |
| 28. února 2011      | Chicago          | Spojené státy americké | United Center                             |
| 1. března 2011      | Grand Rapids     | Spojené státy americké | Van Andel Arena                           |
| 3. března 2011      | Toronto          | Kanada                 | Air Canada Centre                         |
| 4. března 2011      | Buffalo          | Spojené státy americké | HSBC Arena                                |
| 6. března 2011      | Ottawa           | Kanada                 | Scotiabank Place                          |
| 8. března 2011      | Boston           | Spojené státy americké | TD Garden                                 |
| 10. března 2011     | Columbus         | Spojené státy americké | Jerome Schottenstein Center               |
| 12. března 2011     | Louisville       | Spojené státy americké | KFC Yum! Center                           |
| 14. března 2011     | Dallas           | Spojené státy americké | American Airlines Center                  |
| 15. března 2011     | San Antonio      | Spojené státy americké | AT&T Center                               |
| 17. března 2011     | Omaha            | Spojené státy americké | Qwest Center Omaha                        |
| 19. března 2011     | Salt Lake City   | Spojené státy americké | EnergySolutions Arena                     |
| 22. března 2011     | Oakland          | Spojené státy americké | Oracle Arena                              |
| 23. března 2011     | Sacramento       | Spojené státy americké | ARCO Arena                                |
| 25. března 2011     | Las Vegas        | Spojené státy americké | MGM Grand Garden Arena                    |
| 26. března 2011     | Phoenix          | Spojené státy americké | US Airways Center                         |
| 28. března 2011     | Los Angeles      | Spojené státy americké | Staples Center                            |
| 29. března 2011     | San Diego        | Spojené státy americké | Viejas Arena                              |
| 31. března 2011     | Anaheim          | Spojené státy americké | Honda Center                              |
| 4. dubna 2011       | Tulsa            | Spojené státy americké | BOK Center                                |
| 6. dubna 2011       | Austin           | Spojené státy americké | Frank Erwin Center                        |
| 8. dubna 2011       | Houston          | Spojené státy americké | Toyota Center                             |
| 9. dubna 2011       | New Orleans      | Spojené státy americké | New Orleans Arena                         |
| 12. dubna 2011      | Fort Lauderdale  | Spojené státy americké | BankAtlantic Center                       |
| 13. dubna 2011      | Miami            | Spojené státy americké | American Airlines Arena                   |
| 15. dubna 2011      | Orlando          | Spojené státy americké | Amway Center                              |
| 16. dubna 2011      | Tampa            | Spojené státy americké | St. Pete Times Forum                      |
| 18. dubna 2011      | Atlanta          | Spojené státy americké | Arena at Gwinnett Center                  |
| 19. dubna 2011      | Nashville        | Spojené státy americké | Bridgestone Arena                         |
| 22. dubna 2011      | Newark           | Spojené státy americké | Prudential Center                         |
| 23. dubna 2011      | Uniondale        | Spojené státy americké | Nassau Veterans Memorial Coliseum         |
| 25. dubna 2011      | Montreal         | Kanada                 | Bell Centre                               |
| 27. dubna 2011      | Cleveland        | Spojené státy americké | Quicken Loans Arena                       |
| Střední Amerika     |                  |                        |                                           |
| 3. května 2011      | Guadalajara      | Mexiko                 | Estadio Tres de Marzo                     |
| 5. května 2011      | Mexico City      | Mexiko                 | Foro Sol                                  |
| 6. května 2011      | Mexico City      | Mexiko                 | Foro Sol                                  |